# بازیکن آزاد
بازیکن آزاد در ورزش حرفه‌ای، ورزشکاری است که واجد شرایط بستن قرارداد با هر تیمی می‌باشد، به این شکل که با هیچ باشگاهی قرارداد ندارد.

## قوانین و مقررات

### محدودیت‌ها
بازیکنان آزاد و بدون تیم محدودیتی برای بستن قرارداد با سایر تیم‌ها ندارند. چون آن‌ها یا قراردادشان به پایان رسیده، یا در پیش‌نویس یک لیگ به عنوان بازیکنان آماتور انتخاب شده‌اند.

### بازیکن آزاد انحصاری
اگر ورزشکاری تاریخ قراردادش به پایان نرسیده باشد اما باشگاه‌ش رضایت‌نامه‌اش را به وی اعطا کند آن ورزشکار، بازیکن آزاد محسوب می‌شود.